# Agama hispida
Espèce
Synonymes
- Trapelus hispidus Kaup, 1827
- Lacerta hispida Linnaeus, 1758
- Agama brachyura Boulenger, 1885

Statut de conservation UICN

 LC  : Préoccupation mineure
Agama hispida est une espèce de sauriens de la famille des Agamidae.

## Répartition
Cette espèce se rencontre en Afrique du Sud, en Namibie, en Angola, au Botswana, au Zimbabwe, au Mozambique et au Malawi.

## Liste des sous-espèces
Selon The Reptile Database (29 mars 2012) :
- Agama hispida makarikarika FitzSimons, 1932
- Agama hispida hispida (Kaup, 1827)

## Synonymie
- Agama hispida Spix, 1825 est synonyme de Tropidurus hispidus (Spix, 1825)

## Publications originales
- Kaup, 1827 : Zoologische Monographien. Isis von Oken, vol. 20, p. 610-625 (texte intégral).
- FitzSimons, 1932 : Preliminary descriptions of new forms of South African Reptilia and Amphibia, from the Vernay-Lang Kalahari Expedition, 1930. Annals of the Transvaal Museum, vol. 15, no 1, p. 35-40 (texte intégral).